# Neodythemis fitzgeraldi
Neodythemis fitzgeraldi – gatunek ważki z rodziny ważkowatych (Libellulidae). Występuje w Afryce Subsaharyjskiej; stwierdzony w północno-wschodniej Zambii i prowincji Katanga na południu Demokratycznej Republiki Konga, być może występuje też w północnej Angoli.